# Renaldo Lopes da Cruz
Renaldo Lopes da Cruz (Cotegipe, Brasil, 19 de marzo de 1970) es un exfutbolista brasileño que se desempeñaba como delantero.

## Clubes
| Club                         | País          | Año       |
| ---------------------------- | ------------- | --------- |
| C. R. Guará                  | Brasil        | 1991      |
| Atlético Paranaense          | Brasil        | 1991-1993 |
| Atlético Mineiro             | Brasil        | 1993-1996 |
| R. C. Deportivo de La Coruña | España        | 1996-1997 |
| S. C. Corinthians            | Brasil        | 1997-1998 |
| U. D. Las Palmas             | España        | 1998-2000 |
| U. E. Lleida                 | España        | 2000-2001 |
| C. F. Extremadura            | España        | 2001-2002 |
| América F. C.                | Brasil        | 2002      |
| Paraná Clube                 | Brasil        | 2003      |
| F. C. Seoul                  | Corea del Sur | 2004      |
| S. E. Palmeiras              | Brasil        | 2004      |
| Paraná Clube                 | Brasil        | 2005      |
| Coritiba FBC                 | Brasil        | 2005      |
| Náutico                      | Brasil        | 2006      |
| Brasiliense F. C.            | Brasil        | 2006      |
| Vitória F. C.                | Brasil        | 2006      |
| Ceilândia E. C.              | Brasil        | 2007      |
| Demócrata F. C.              | Brasil        | 2008      |
| Capital-DF                   | Brasil        | 2009      |
| Dom Pedro-DF                 | Brasil        | 2009      |
| Serrano                      | Brasil        | 2010      |
| Capital-DF                   | Brasil        | 2010      |
| E. C. Itaúna                 | Brasil        | 2011      |
| Vilavelhense F.C.            | Brasil        | 2011-2012 |